# Francesco Malipiero
Francesco Malipiero (Rovigo, Vèneto, 9 de gener de 1824 - 12 de maig de 1887) fou un compositor italià del Romanticisme.
Va escriure les òperes:
- Giovanna Iª di Napoli (1842);
- Attila (1846);
- Alberigo da Romano (1846);
- Linda d'Ispahan (1851);
- Fernando Cortez (1851).

Deixà nombroses melodies vocals.
El seu fill va ser Gian Francesco Malipiero